# Nora Perry
Nora Perry (nacida Nora Gardner, 15 de junio de 1954) es una deportista británica que compitió en bádminton para Inglaterra en las modalidades de dobles y dobles mixto.
Ganó seis medallas en el Campeonato Mundial de Bádminton entre los años 1977 y 1983, y nueve medallas en el Campeonato Europeo de Bádminton entre los años 1974 y 1982. Además, consiguió dos medallas de plata en los Juegos Mundiales de 1981.

## Palmarés internacional
| Representando a Inglaterra |                         |                   |              |
| Campeonato Mundial         |                         |                   |              |
| Año                        | Lugar                   | Medalla           | Prueba       |
| 1977                       | Malmö (Suecia)          | Medalla de bronce | Dobles       |
| 1977                       | Malmö (Suecia)          | Medalla de bronce | Dobles mixto |
| 1980                       | Yakarta (Indonesia)     | Medalla de oro    | Dobles       |
| 1980                       | Yakarta (Indonesia)     | Medalla de plata  | Dobles mixto |
| 1983                       | Copenhague (Dinamarca)  | Medalla de oro    | Dobles mixto |
| 1983                       | Copenhague (Dinamarca)  | Medalla de plata  | Dobles       |
| Campeonato Europeo         |                         |                   |              |
| Año                        | Lugar                   | Medalla           | Prueba       |
| 1974                       | Viena (Austria)         | Medalla de plata  | Dobles       |
| 1976                       | Dublín (Irlanda)        | Medalla de plata  | Dobles       |
| 1976                       | Dublín (Irlanda)        | Medalla de bronce | Dobles mixto |
| 1978                       | Preston (Reino Unido)   | Medalla de oro    | Dobles       |
| 1978                       | Preston (Reino Unido)   | Medalla de oro    | Dobles mixto |
| 1980                       | Groninga (Países Bajos) | Medalla de oro    | Dobles       |
| 1980                       | Groninga (Países Bajos) | Medalla de oro    | Dobles mixto |
| 1982                       | Böblingen (RFA)         | Medalla de plata  | Dobles       |
| 1982                       | Böblingen (RFA)         | Medalla de plata  | Dobles mixto |